# 自然保護事務所
自然保護事務所（しぜんほごじむしょ）は、過去に存在した日本の環境省の出先機関の一つ。全国に11箇所あった。国立公園の保護、管理を業務とする。
2005年（平成17年）10月1日に、地方環境対策調査官事務所と統合され、地方環境事務所となった。
- 東北海道地区自然保護事務所　（釧路自然環境事務所）
- 西北海道地区自然保護事務所　（北海道地方環境事務所）
- 東北地区自然保護事務所　　　　（東北地方環境事務所）
- 北関東地区自然保護事務所　　（関東地方環境事務所、一部東北地方環境事務所）
- 南関東地区自然保護事務所　　（関東地方環境事務所）
- 中部地区自然保護事務所　　　　（主に長野自然環境事務所、一部中部地方環境事務所）
- 近畿地区自然保護事務所　　　　（主に近畿地方環境事務所、一部中部地方環境事務所）
- 山陰地区自然保護事務所　　　　（近畿地方環境事務所及び中国四国地方環境事務所）
- 山陽四国地区自然保護事務所　（中国四国地方環境事務所）
- 九州地区自然保護事務所　　　　（九州地方環境事務所）
- 奄美沖縄地区自然保護事務所　（那覇自然環境事務所）

(　　）内、現況